# La Libre Parole

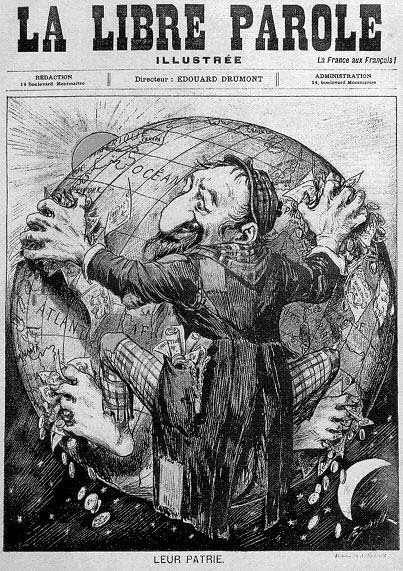
Frontespizio de La Libre Parole, 1893

La Libre Parole o La Libre Parole illustrée (francese; La parola libera) è stato un giornale politico francese antisemita (Parigi, 1892 - giugno 1924) fondato nel 1892 dal giornalista e polemista Édouard Drumont e dal suo amministratore Charles Devos, con sede al n. 14 di boulevard Montmartre (fino al 1900).

## Storia
Sostenendo di aderire alla tesi vicine al socialismo, La Libre Parole è principalmente noto per la sua denuncia dei vari scandali, compreso lo scandalo di Panama, che deve il suo nome alla pubblicazione di un articolo su di esso nel giornale di Drumont.
Anche la giornalista Séverine scrisse articoli per La Libre Parole nel 1893-1894, ma non parteggiando per l'antisemitismo teorizzato e sistematico; tuttavia si lasciò talvolta andare alla denuncia dell'esprit juif (spirito giudaico) dei grands Juifs.
Questo giornale si scagliò contro 'Diana Vaughan', una invenzione di Léo Taxil, prima che Taxil ammettesse che la sua protetta anti-massoneria non esisteva nel 1897. La Libre Parole preferì la 'veggente' Henriette Couedon.
Con l'emergere dell'affare Dreyfus, La Libre Parole ha goduto di un notevole successo, diventando il principale organo dell'antisemitismo parigino. Allo stesso tempo, La Libre Parole ha sostenuto un virulento anticapitalismo dovuto al collegamento percepito da Drumont e dai suoi collaboratori tra ebrei e capitalismo.
Il giornale nel 1897 si occupò anche del massacro contro gli armeni in Turchia.
Drumont lasciò la gestione del giornale nel 1898, quando fece il suo ingresso in politica (eletto come deputato del Dipartimento di Algeri fino al 1902). Intorno al 1908, volendo vendere La Libre Parole a Léon Daudet, Drumont tentò di unire il giornale con L'Action française, ma questo progetto non è riuscito.
A partire dal 1910, il giornale fu pubblicato da ultraconservatori cattolici non riguadagnando più il livello di successo che aveva goduto con lo stile belligerante di Drumont. Gaston Méry è stato uno dei suoi caporedattori. Nel gennaio 1919, pubblicò una dichiarazione del marchese Régis de l'Estourbeillon in favore dell'insegnamento della lingua bretone nella scuola.
L'antisemitismo in Francia declinò durante gli anni venti, in parte perché il fatto che così tanti ebrei morirono combattendo per la Francia durante la prima guerra mondiale rese più difficile accusarli di non essere patriottici. La Libre Parole, che un tempo aveva venduto 300 000 copie per ogni tiratura, chiuse nel 1924.

## Eredità
L'eredità del quotidiano di Drumont fu rivendicata da diverse pubblicazioni effimere che hanno riutilizzate il titolo La Libre Parole per organizzazioni nazionalistiche e xenofobe:
- La Libre parole (1° numero), poi La Libre parole républicaine (Parigi, 7 novembre 1926 - aprile 1929).
- La Libre Parole de Paris (poi Fontainebleau) (1928-1929 [?]) rappresenta essa stessa nel 1929 come la continuazione del giornale quotidiano di Drumont;

### Anni 1930-1940: laLibre paroledi Henry Coston
- La Libre parole, "Rivista mensile", successivamente Anti-judeo-masonic review (Brunoy e poi Parigi, 1930-1936), edita da Henry Coston. Nell'aprile 1935 assorbe il bisettimanale Le Porc-épic (Il Porcospino) e poi compare come La Libre parole et le Porc-épic. Nel mese di ottobre 1937, è stato sostituito da Le Siècle nouveau, una rivista mensile pubblicata dall'Ufficio Nazionale di Propaganda (Vichy). Questa Libre parole è stata pubblicata in parallelo con il seguente:
- La Libre Parole, Organe nationaliste indépendant (Organismo indipendente nazionalista), rivista mensile (Parigi, I-III, ottobre 1930-1932), edita da Henry Coston. È anche apparsa nello stesso anno sotto il nome di La Libre parole politique et sociale.
  - In seguito divenne La Libre parole populaire - "Pubblicazione mensile continuando il lavoro di Édouard Drumont" (Parigi, I-II, 1933 - novembre 1934).
  - Ha cambiato di nuovo nome in Libres paroles - Journal de propagande nationaliste (Parigi, dicembre 1934-1935).
  - Un'ulteriore modifica a La Libre parole - Journal hebdomadaire (giornale settimanale) (Parigi, settembre 1935 - aprile 1939). Nel 1938 Coston rilevò ufficialmente i numeri dei volumi di Drumont La Libre parole.
- Coston candidato deputato di Algeri ha rinominato il suo giornale La Libre parole d'Alger (poi Libre Parole nord-africaine d'Alger et du Nord de l'Afrique), "settimanale anti-ebraico di azione latina" e talvolta La Parole enchaînée (Algeri, aprile 1936 - febbraio 1937 e un numero finale nel 1939). Henry Coston invocò, per giustificare la cessazione della pubblicazione, il sequestro di pubblicazioni, opuscoli, archivi e documenti nei suoi uffici.[7]
- Nel 1940, le autorità naziste di occupazione della Francia non hanno consentito al giornale di riapparire. Coston ha usato il titolo come marchio editoriale per pubblicare, a partire dal 1943, il Bulletin d'information anti-maçonnique (Bollettino di informazione antimassonica), e Bulletin d'information sur la question juive (Bollettino di informazione sulla questione ebraica).